# Baptiste de Beaugrand
Pour les articles homonymes, voir Beaugrand.
Baptiste de Beaugrand est un maître écrivain né à Paris vers 1572 et mort au plus tôt en 1632.

## Biographie
Frère cadet de Jean de Beaugrand, Baptiste Beaugrand fut reçu dans la Communauté des maîtres écrivains jurés le 22 novembre 1594. Il succéda à son frère aîné comme Secrétaire ordinaire de la Chambre sous Louis XIII et comme Écrivain de ses bibliothèques. Il est encore cité en 1628 comme "Ecrivain" dans l'état de la maison de Gaston d'Orléans.
Il rédige un testament le 16 août 1632 et habitait alors au cloître Saint-Germain l'Auxerrois, donc tout près du Louvre, se disant toujours Écrivain en la bibliothèque du roi.

## Œuvres
Il a contribué aux recueils d'exemples de son frère par l'ajout de quelques planches ; il a peut-être aussi réémis certains de ses recueils. Les planches de cuivre pour imprimer des livres qu'il désire léguer dans son testament sont très probablement les planches des recueils d'exemples de son frère.

## Documents
- L'exemplaire de Paris BHVP de la Pœcilographie (Rés 104771) contient une quittance manuscrite de sa main pour 150 lt en paiement du quartier d'avril 1623, en date du 2 juillet 1623. Reproduit dans Mediavilla 2006 p. 180.
- Six actes divers signés par lui (marchés, quittances...) sont repérés à Paris AN, Minutier central : MC, XIII, 1 (25 avril et 28 juin 1625), XIII, 2 (2 août et 18 septembre 1625), XIII, 3 (6 janvier et 11 février 1626). Il y est dit Secrétaire ordinaire de la Chambre du roi et écrivain de ses bibliothèques.